# Рафиков, Мансур Минибаевич
Мансур Минибаевич Рафиков (тат. Мансур Миңлебай улы Рәфиков; род. 8 декабря 1964) — командир отдельного танкового батальона 20-й гвардейской мотострелковой дивизии Северо-Кавказского военного округа, гвардии майор. Герой Российской Федерации (1996).

## Биография
Родился 8 декабря 1964 года в селе Кугарчи Кугарчинского района Башкирии. В 1982 году окончил среднюю школу.
В Советской Армии с 1982 года. В 1986 году окончил гвардейское Казанское высшее Краснознамённое командное танковое училище. Проходил службу в Группе советских войск в Германии, Закавказском военном округе, Северо-Кавказском военном округе.
В декабре 1994 года — феврале 1995 года в должности командира отдельного танкового батальона 20-й гвардейской мотострелковой дивизии принимал участие в выполнении правительственного задания по восстановлению конституционного строя на территории Чеченской Республики.
Указом Президента Российской Федерации от 20 января 1996 года гвардии майору Рафикову Мансуру Минибаевичу присвоено звание Героя Российской Федерации с вручением медали «Золотая Звезда».
В 1999 году окончил Военную академию бронетанковых войск. Проходил службу в должности заместителя командира 255-го мотострелкового полка в Северо-Кавказском военном округе. В сентябре 1999 — июне 2000 принимал участие в контртеррористической операции в Северо-Кавказском регионе. Затем служил в Сибирском военном округе.
С 2006 года полковник Рафиков М. М. — заместитель военного комиссара Калужской области.
С 2012 года полковник Рафиков М.М. в запасе. 
Живет в городе Обнинске Калужской области.

## Награды
- Герой Российской Федерации
- Орден Мужества,
- Орден «За военные заслуги»,
- медали.